# Тонгчай Макінтайр
Тонгчай Макінтайр (тай. ธงไชย แมคอินไตย์; нар. 8 грудня 1958, Бангкок) — таїландський співак та відомий актор.

## Життєпис
Тонгчай Макінтайр народився у 1958 році в Бангкоку в сім'ї Удома та Джеймсу Макінтайру. Його ім'я при народженні було Альберт Макінтайр з прізвиськом «Птах». Народжений 9-ю дитиною з 9 братів і сестер, дитинство було наповнене працею для виживання його сім'ї. Він підробляв навчанням англійської мови інших дітей в обмін на 5 — 10 бат. Він виховувався в сім'ї, що любить музику. Він любив співати і танцювати. Вперше його талант засяяв на шкільній сцені. Батько помер, коли Берд був ще дитиною. Потім він почав працювати банківським службовцем.
Ще працюючи банківським службовцем, він познайомився з відомим тайським телепродюсером Вонг Кар-Ваєм, який визнав його талант. Тонгчай дебютував у своєму першому серіалі за допомогою Кая. Найпомітнішою його роллю була роль капітана Кобори в телевізійному серіалі «Ху Кам» 1990 року, трагічна історія кохання японського солдата та місцевої тайської дівчини під час Другої світової війни. Він підкорив цю роль у екранізації 1996 року «Захід сонця в Чаофреї».
Розквіту своєї музичної кар'єри він досяг на початку дев'яностих. Серед його найвідоміших пісень — Duay Rak Lae Pook Pan, Koo Gud, Sabai Sabai та Kob Jai Jing Jing. Його популярні сингли, що вийшли нещодавно, включають синглів Luk Thung Mah (з Jintara Poonlarp), Fan Ja (з Jintara та Jarin B. (Joey Boy), Nat Myria Benedetti та Katreeya English), Lao Su Kan Fang та Yak Tham Kor Tob та Май Канг Ін Пае зі свого альбому «Том перший». У середині дев'яностих він став першим тайським митцем, який отримав міжнародну премію MTV за свою виставу в Sunset at Chaophraya.
Він був представлений в CNN та в журналі Variety. В університеті Сент-Джона в Нью-Йорку можна побачити нагородний документальний фільм про його життя «Перетинання кордонів» режисера Фанджаніта Гарнлуога. У 2010 році Тонгчай здійснив своє перше міжнародне турне в Лос-Анджелесі та на 50-річчя Лінкольн-Центру в Нью-Йорку.
В кінці 2007 року він випустив ще один альбом під назвою «Просто птах», в якому представлені такі пісні, як Chuay Rap Tee і Mee Tae Kid Tueng.

## Дискографія

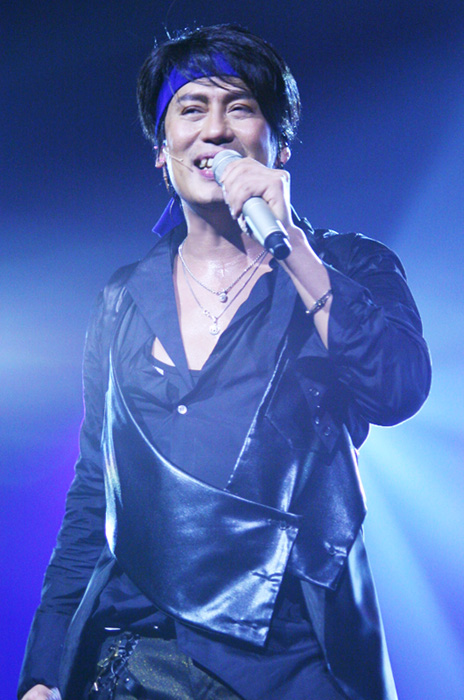
Під час виступу на концерті Тонгчай Макінтайр

### Альбом
- Phrik Khee Noo (พริกขี้หนู)
- Chud Rab Kheak (ชุดรับแขก)
- Boomerrang (บูมเมอแรง)
- A sa Sa Nook (อาสาสนุก)

## Фільмографія
- Khu Kam (คู่กรรม)
- Wan née tee ror koy (วันนี้ที่รอคอย)
- Niramit (นิรมิต)
- Kuam song jum mai hua jai duem (ความทรงจำใหม่ หัวใจเดิม)
- Kol Kimono (กลกิโมโน)